# ریبنیک (ناحیه دوماژلیتسه)
ریبنیک (به چکی: Rybník) یک منطقهٔ مسکونی در جمهوری چک است که در ناحیه دوماژلیتسه واقع شده‌است. ریبنیک ۳۶٫۵۳ کیلومتر مربع مساحت و ۱۷۷ نفر جمعیت دارد و ۵۳۲ متر بالاتر از سطح دریا واقع شده‌است.